# ヘルクレス座イオタ星
ヘルクレス座ι星（ヘルクレスざイオタせい、ι Herculis、ι Her）は、ヘルクレス座にある多重星で、少なくとも2つの恒星は連星系を形成し、主星は脈動変光星である。ヒッパルコス衛星が測定した年周視差から計算された太陽系からの距離は、およそ455光年である。

## 外観
ヘルクレス座ι星は見かけの等級が3.8と、肉眼でみることができる明るさである。ヘルクレス座から、りゅう座の頭部へ向かう途上に位置しており、りゅう座の頭部の星々の方が、ヘルクレス座の主な恒星よりも見かけ上の関係としては近しい。

### 北極星

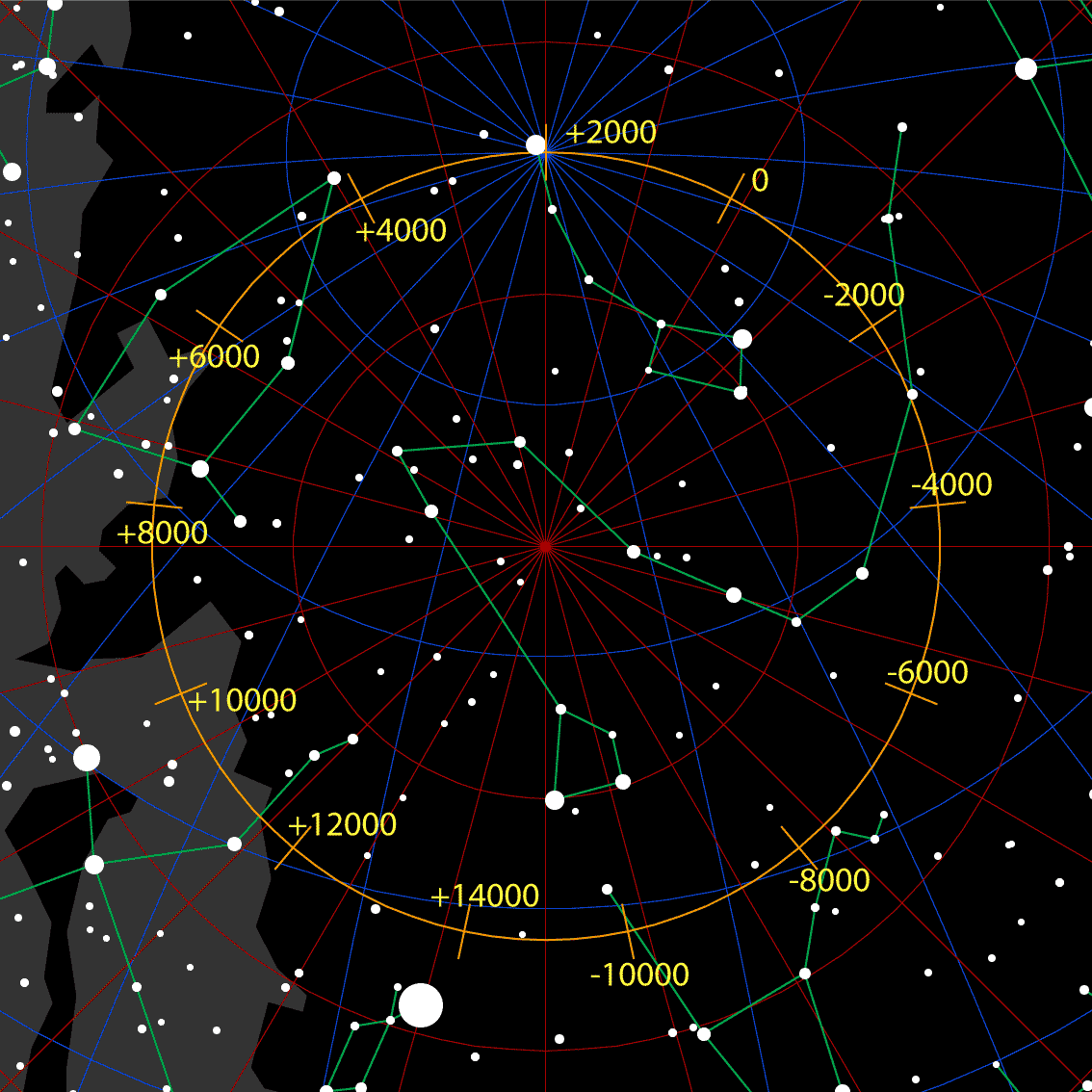
天の北極が、歳差により長期的に移動する軌跡。ヘルクレス座ι星は、“-10000”の目盛り近くの星。

ヘルクレス座ι星は、地球の歳差によって天の北極が天球上を移動する軌跡に近い位置にあって、肉眼でみえる明るさの恒星なので、時代によっては北極星となりうる。おおよそ紀元前1万1千年頃には、ヘルクレス座ι星が北極星となっていたものと考えられる。ただし、現在の北極星であるポラリスが天の北極から1度と離れていないが、ヘルクレス座ι星は天の北極からおよそ4.5度離れていた。
| 前   | 北極星    | 後              |
| ---- | --------- | --------------- |
| ベガ | ∼15000 AD | ヘルクレス座τ星 |

## 星系
ヘルクレス座ι星は多重星で、ワシントン重星カタログでは、Aa、Ab、Bと3つの恒星が収録されている。ヘルクレス座ι星Bは、シャーバーン・バーナムが発見した12等星で、元々ヘルクレス座ι星とされていた4等星のAから北東におよそ116秒の位置にある。発見からこのかた、ヘルクレス座ι星Aとの相対位置はほとんど変わっておらず、固有運動を共有しているとする見方もある。ヘルクレス座ι星Aは、1970年代にスペックル干渉法の観測によって、南北方向に離角が167ミリ秒の2星に分解したとされ、元のヘルクレス座ι星Aがヘルクレス座ι星Aa、新たに検出された方がヘルクレス座ι星Abとしてカタログに収録されたが、ヘルクレス座ι星Abが検出されたのはこの1度だけで、実在がはっきりしない。
一方で、ヘルクレス座ι星 (A) は視線速度の周期的な時間変化から、分光連星であることがわかっており、その公転周期は約113日、離心率は0.55と細長い楕円軌道で、軌道長半径の下限値は740万kmと推定されている。質量関数から予想した伴星の質量は、太陽の4割以下と低く、白色矮星か、さもなければ赤色矮星ではないかとみられる。

## 特徴
ヘルクレス座ι星は、核での水素燃焼段階を終えたばかり、或いは間もなく終えるとみられるB型準巨星で、スペクトル型はB3 IVと分類される。質量は太陽の6.7倍程度、半径は太陽の5.4倍程度で、太陽に比べると大きい恒星である。有効温度は17,500K、光度は太陽の2500倍に及ぶとみられる。
ヘルクレス座ι星は、B型星としてはかなり自転速度が遅く、6 km/s以上と推定されている。そのため、吸収線スペクトルも細く深くなっており、視線速度測定や元素同定に有用で、分光観測の標準星としてよく用いられている。

### 変光
分光観測に基づく時間変化は、連星の公転によるものだけでなく、1970年代以降吸収線輪郭の短時間周期での変動が報告されるようになった。そして、測光観測においても、それと同程度の短時間周期での変化が検出された。紫外域において、3時間前後の周期で振幅0.01等の変光が確認され、おおいぬ座β星との類似が指摘された。変光星総合カタログでも、おおいぬ座β星と同じケフェウス座β型変光星に分類されている。
その後、より詳しい変光の周期解析から1つだけ明確になった脈動周期は約3.5日で、これはケフェウス座β型よりもずっと長く、ヘルクレス座ι星がペルセウス座53番星に代表されるゆっくり脈動するB型星（SPB）であることを示唆する。ケフェウス座β型に適合する周期も検出されているが、データによってみえたりみえなかったりであるため、ヘルクレス座ι星がSPBとケフェウス座β型の混合型で、ケフェウス座β型の脈動は突発的に現れる、という仮説も立てられている。

## 名称
中国では、ヘルクレス座ι星は「天上の唐棹」を示す天棓（拼音: Tiān Bàng）という星官を、りゅう座ξ星、りゅう座ν星、りゅう座β星、りゅう座γ星と共に形成する。ヘルクレス座ι星自身は、天棓五（拼音: Tiān Bàng wu）つまり天棓の5番星と呼ばれる。